# Teddy & Annie - I giocattoli dimenticati
Teddy & Annie I giocattoli dimenticati (The Forgotten Toys) è un lungometraggio d'animazione del 1995.
La storia è tratta dal racconto di James Stevenson La notte dopo Natale e racconta le avventure di un orsacchiotto di pezza e una bambola.

## Trama
Il burbero orsacchiotto Teddy e la raffinata bambola Annie si svegliano il giorno dopo di Natale in un bidone della spazzatura, e si rendono conto di essere stati sostituiti dai loro padroni con dei giocattoli nuovi.
Dopo essere scampati dal camion della spazzatura decidono di andare in cerca di nuovi padroni che sappiano ancora amarli e apprezzarli, vivendo così molte avventure e conoscendo nuovi amici.

## Home video
In Italia, il lungometraggio è stato distribuito in VHS e DVD dalla Alfadedis Entertainment nel 1999.
In particolare, per quanto riguarda il DVD, ne esistono due versioni:
- una da 25 minuti, contenente solo il lungometraggio.
- una da 55 minuti, contenente, sotto forma di flashback, anche i primi tre episodi della serie animata con un altro doppiaggio.

## Riconoscimenti
- 1996 - Festival Internazionale dell'Animazione di Amalfi
  - Premio Pulcinella d'argento
- 1996 - International Film Festival di Berlino
  - Premio Children film Festival

## Serie animata
Dal film è stata tratta una serie televisiva animata coprodotta da Link Entertainment, Meridian e United Productions e trasmessa nel Regno Unito su ITV dal 1997 al 1999 in due stagioni per un totale di 26 episodi. In Italia le due stagioni sono andate in onda su Rai 1 e Rai 2 dal 1999 al 2002.